# Alexia Landeau
Alexia Landeau (* 12. Februar 1975 in Paris) ist eine französische Schauspielerin.

## Karriere
Alexia Landeau feierte 1995 ihr Schauspieldebüt in der Filmkomödie Kicking and Screaming. Im Jahr 2000 spielte sie in den Filmen Men Make Women Crazy Theory, Den Einen oder Keinen, Intrigen – erotisch und gefährlich und Tödliche Gerüchte mit. Im Jahr darauf ist sie als Jenny in der Komödie Unterwegs mit Jungs zu sehen. Dabei war sie neben Drew Barrymore zu sehen. Landeau erhielt die Rolle der Cheryl in dem Filmdrama Moonlight Mile von Brad Silberling. Sie war in der Folge Mädchenhandel der Fernsehserie Without a Trace – Spurlos verschwunden zu sehen. 2006 ist sie als Comtesse in Marie Antoinette und wurde in ihrer Rolle durch Silke Matthias synchronisiert. In dem Film 2 Tage Paris (2007) verkörperte sie die Schwester von Julie Delpys Rolle. Diese spielte sie 2012 in der Fortsetzung 2 Tage New York erneut und verfasste mit Julie Delpy das Drehbuch. In Kiss of the Damned von Xan Cassavetes war sie zuletzt zu sehen.

## Filmografie
- 1995: Kicking and Screaming
- 2000: Men Make Women Crazy Theory
- 2000: Den Einen oder Keinen (Down to You)
- 2000: Intrigen – erotisch und gefährlich (The Intern)
- 2000: Tödliche Gerüchte (Gossip)
- 2001: Unterwegs mit Jungs (Riding in Cars with Boys)
- 2002: Moonlight Mile
- 2005: Without a Trace – Spurlos verschwunden (Without a Trace, Fernsehserie, Folge 3x17 Mädchenhandel)
- 2005: Going Shopping
- 2006: Marie Antoinette (Marie-Antoinette)
- 2007: 2 Tage Paris (2 Days in Paris)
- 2012: 2 Tage New York (2 Days in New York) auch Drehbuchautorin
- 2012: Kiss of the Damned
- 2015: Day Out of Days, auch Drehbuchautorin